# Flóamanna saga
Die Flóamanna saga („Geschichte der Leute aus Floi“) oder auch Þorgils saga Örrabeinsfóstra („Geschichte von Thorgils, dem Ziehsohn von Örrabeinn“) ist eine Isländersaga des vermutlich frühen 14. Jahrhunderts.
Die Saga ist in zwei Fassungen überliefert, wobei die längere (AM 515,4°; 516,4°) vermutlich die ältere, ursprünglichere Version ist. Diese steht im Gegensatz zur kürzeren unvollständig erhaltenen Version. Stofflich wird Bezug zu älteren Vorbildern wie der Eiríks saga rauða und der Grænlendinga saga genommen. Des Weiteren ist der Einfluss der zeitgenössischen hagiographischen Literaturen feststellbar.

## Handlung
Die zentrale Figur der Handlung ist Þorgils, der nach einer Reise in Norwegen das Christentum annimmt und nach Island heimkehrt. Dort, und bei weiteren Fahrten nach Grönland, wird er vom Gott Thor belästigt, bleibt aber seinem neu gewonnenen Glauben treu.

## Übersetzungen
- Die Leute aus Floi. In: Grönländer und Färinger Geschichten. Übertragen von Erich Mendelssohn. Jena: Eugen Diederichs Verlag, 1912 (Sammlung Thule - Altnordische Dichtung und Prosa, Band 13).